# Chaenogobius castaneus
Chaenogobius castaneus és una espècie de peix de la família dels gòbids i de l'ordre dels perciformes.

## Morfologia
Els mascles poden assolir els 8 cm de longitud total.

## Distribució geogràfica
Es troba al Japó, la Península de Corea, Rússia i les Illes Kurils.